# رينوس ميتشيلز
مارينوس جاكوبوس هندريكس «رينوس» ميشيلز (بالهولندية: Marinus Jacobus Hendricus "Rinus" Michels) (مواليد 9 فبراير 1928 – 5 مارس 2005) كان لاعب ومدرب كرة قدم هولندي.

## مسيرته كلاعب
لعب كل مسيرته الكروية في نادي أياكس أمستردام الهولندي بين عامي 1946 و1958. خاض خلال تلك الأعوام 269 مباراة مع النادي وكان سجله التهديفي رائع إذ أحرز 121 هدف، أما مع المنتخب الهولندي فقد لعب 5 مباريات فقط لم يحرز خلالها أي هدف.

## مسيرته كمدرب
بعد اعتزاله اللعب تحول للتدريب ودرب عدة أندية هولندية قبل أن يدرب النادي الذي قضى فيه 12 سنة، حيث بدأ بتدريب أياكس أمستردام منذ 1965 وحتى عام 1971 وخلال هذه السنين بدأت تتضح عبقريته كمدرب فذ وقاد النادي الهولندي للظفر بدوري أبطال أوروبا عام 1971 بوجود أحد أساطير الكرة اللاعب يوهان كرويف الذي كان حينها لاعب لنادي أياكس وقادهم خلال الفترة أيضا للفوز بأربعة بطولات للدوري الهولندي. انتقل رينوس ميتشلز لتدريب نادي برشلونة الإسباني من عام 1971 حتى عام 1975 وساعد النادي بتحقيق بطولة الدوري الإسباني موسم 73–74 بوجود كرويف الذي انضم حينها للنادي الكاتلوني لكن عدا ذلك لم يحقق نجاحات أخرى لبرشلونة، أثناء فترة تدريبه لنادي برشلونة قاد المنتخب الهولندي في بطولة كأس العالم 1974 التي أقيمت في ألمانيا وتجلت أثناء قيادته المنتخب الهولندي آخر الابتكارات الخططية في عالم كرة القدم حينها الكرة الشاملة (بالإنجليزية: Total Football)‏ والتي تعتبر واحدة من أنجح وأفضل الخطط الكروية، من خلال هذه الخطة تمكن من قيادة المنتخب الهولندي إلى المباراة النهائية وخسر منتخبه من أمام أصحاب الأرض منتخب ألمانيا بعد سوء حظ رافق أداء المنتخب الهولندي في المباراة النهائية، في عام 1975 عاد مجددا إلى تدريب نادي أياكس أمستردام ودربه لمدة عام واحد فقط ليرحل مجددا إلى مدينة برشلونة لتدريب النادي الكاتلوني في المدينة من جديد ولمدة عامين قادهم للظفر بكأس إسبانيا عام 1978، درب بعدها عدد من الفرق مثل لوس انجيلوس الأمريكي ونادي كولن الألماني وقاده للفوز بكأس ألمانيا 1983 ليتفرغ بين أعوام 1984 حتى 1988 في تدريب المنتخب الهولندي مرة أخرى وقيادته للفوز كأس الأمم الأوروبية في البطولة التي أقيمت على الأراضي الألمانية عام 1988، بعد البطولة درب نادي باير ليفركوزن الألماني موسم 88–89 ليعود أدراجه مرة أخرى لتدريب المنتخب الهولندي حتى عام 1992، وليتوقف بعد ذلك العام عن نشاطه التدريبي.
يعد ميتشلز الأب الروحي للكرة الشاملة ذلك الأسلوب الكروي الذي قاد عدة فرق للمجد إذ طبقها نادي برشلونة بعهد يوهان كرويف المدرب 88–96 وعاد النادي لتطبيقها ولازال بعهد المدربين لويس فان غال وفرانك ريكارد وجوسيب غوارديولا ولويس أنريكي وتشافي هيرنانديز منذ أوآخر التسعينيات حتى وقتنا الراهن إضافة إلى المنتخب الهولندي ونادي أياكس أمستردام والمنتخب الإسباني المتوج بكأس العالم 2010.

## وصلات خارجية
- رينوس ميتشيلز على موقع الاتحاد الدولي (مؤرشف)  (الإنجليزية)
- رينوس ميتشيلز على موقع قاعدة بيانات كرة القدم.إي يو (الإنجليزية)
- رينوس ميتشيلز على موقع ناشيونال فوتبول تيمز (الإنجليزية)